# Simfonia núm. 10 (Tubin)
La Simfonia núm. 10 va ser composta per Eduard Tubin el 1973. Va ser estrenada a Göteborg el 27 de setembre de 1973 per l'Orquestra Simfònica de Göteborg, dirigida per William C. Byrd. Té una durada aproximada de 26 minuts.

## Origen i context
Tubin va completar la Desena Simfonia en molt poc temps. Va ser composta a Handen, a prop d'Estocolm, entre el 10 de gener i el 5 d'abril de 1973. Va ser un encàrrec de l'orquestra preferida de Tubin, l'Orquestra Simfònica de Göteborg.

## Representacions
L'estrena va ser dirigida pel nord-americà, William C. Byrd, i es va emetre en directe a la ràdio sueca. Tubin va ser present i va quedar molt satisfet tant amb el director com amb l'orquestra. Va rebre crítiques positives. Després d'una actuació del 1980 a Malmö, Paul-Christian Sjöberg va escriure: 
| « | ... testimoni magnífic d'un món d'expressió peculiar amb un fort perfil individual. Cèl·lules obstinades i totes endinsades en oasis musicals d'intensitat lírica, tot sostingut per un arquitecte magistral, la forta expressivitat del qual mai es converteix en buit patetisme. | » |

L'estiu de 1976 es va fer la primera actuació als Estats Units com a part d'un festival de cultura estoniana celebrat a Baltimore. Ho va fer la Baltimore Symphony sota la direcció de Taavo Virkhaus. El 7 de gener de 1980, el director Neeme Järvi la va interpretar amb la Simfònica de Boston per commemorar el 75è aniversari del compositor.

## Instrumentació
La Simfonia núm. 10 està escrita per a una orquestra gran estàndard, sense instruments doblats, concretament: 	3 flautes, 3 oboès, 2 clarinets, 2 fagots - 4 trompes, 2 trompetes, 3 trombons, 1 tuba, percussió i cordes.